# 세상을 바꾸는 시간, 15분
《세상을 바꾸는 시간, 15분》은 2011년 6월 6일부터 CBS에서 방영하는 미니 프레젠테이션 강연 프로그램으로 줄임말로 《세바시》라고 한다.

## 개요
국내에서 만들어진 영상 프로그램으로, 외부 다양한 분야의 초청 강사를 섭외 하여 강의를 한다는 절차적 측면에서 국외의 자기 개발 프로그램인 TED와 비슷하다.
참고로 차이점을 보면
TED의 경우 심리, 명상, 두뇌 및 의학 등 학술적이고, 전문적 내용들이 있고, 미국, 영국, 캐나다, 호주 등 전 세계적으로 강의가 있으나, 세바시는 소통적, 힐링, 사회적 치유와 실제 생활에 대한 유용한 내용을 국내인을 대상을 하여 담고 있다.

## 역사
2011년 6월 6일부터 방영을 시작했으며 CBS와 청어람아카데미가 공동 기획하였다.

## 상세
방송은 유튜브를 통해서 보거나, 매주 화요일 ~ 목요일 오후 5시 50분부터 CBS를 통해 방영내용을 볼 수 있다. 강연 및 녹화장소는 서울시 양천구 목동에 있는 KT 체임버홀이다.
세바시의 소개는 다음과 같다.
여러분은 15분이란 시간을 어떻게 사용하고 계십니까? 복잡한 도심, 한 번 놓친 버스를 다시 기다리느라 15분을 보낼 때도 있습니다. 어떤 때는, 출출한 늦은 밤에 라면을 하나 끓여먹는 시간으로 보낼수도 있습니다. 또 어떤 때는 15분은 빈둥거리며 잡지를 뒤적이는 시간일 수도 있습니다. 여기 여러분이 가장 소중하고 보람 있게 15분을 보낼 수 있는 방법을 제안합니다. 바로 <세상을 바꾸는 시간, 15분>과 함께 하는 것입니다.

- 내용의 예를 들면 자기 개발, 학업, 부부, 연애, 교육, 인생 상담, 메모, 사회정의, 두려움, 용기, 취업 및 성공 등 사람이 살아가는 일상에 관련된 내용들이 많다.

## 같이 보기
- 유튜브
- TED